# 산화 효소
산화 효소(酸化酵素, 영어: oxidase)는 산화환원 반응을 촉매하는 효소로, 특히 전자수용체로 산소(O2)를 포함하는 반응을 촉매하는 효소이다. 수소 원자의 공여와 관련된 반응에서, 산소는 물(H2O) 또는 과산화 수소(H2O2)로 환원된다. 모노아민 산화 효소 또는 잔틴 산화 효소를 포함하는 반응과 같은 일부 산화 반응은 전형적으로 자유 산소 분자를 포함하지 않는다.
산화 효소는 산화 환원 효소의 하위 분류이다.

## 예
산화 효소의 중요한 예로는 사이토크롬 c 산화 효소가 있다. 사이토크롬 c 산화 효소는 신체의 에너지 생성과 전자전달계의 마지막 단계에서 산소를 사용할 수 있게 하는 핵심 효소이다. 산화 효소의 다른 예들은 다음과 같다.
- 포도당 산화 효소
- 모노아민 산화 효소
- 사이토크롬 P450 산화 효소
- NADPH 산화 효소
- 잔틴 산화 효소
- L-굴로노락톤 산화 효소
- 라케이스
- 리실 산화 효소
- 폴리페놀 산화 효소
- 설프하이드릴 산화 효소

## 산화 효소 시험
미생물학에서 산화 효소 시험은 세균 균주의 동정을 위한 표현형의 특성으로 사용된다. 해당 세균이 사이토크롬 산화 효소를 생성하는지(따라서 전자전달계에서 산소를 사용하는지)를 결정한다.
산화 효소 시험은 세균이 호기성 세균인지 혐기성 세균인지를 결정하는 데 사용된다.

## 같이 보기
- 환원 효소
- 산화 환원 효소